# Бендер, Филипп
Филипп Бендер (фр. Philippe Bender; род. 25 февраля 1942, Безансон) — французский дирижёр и флейтист.
Окончил Парижскую консерваторию (1959), концертировал в течение 1960-х гг. как солист в Германии, Австрии и Швейцарии, некоторое время играл в Филармоническом оркестре Монте-Карло. В 1968 году занял третье место среди «непрофессионалов» (музыкантов без дирижёрского диплома) на Безансонском конкурсе молодых дирижёров, в 1970 г. стал первым на конкурсе дирижёров имени Димитриса Митропулоса в Нью-Йорке, благодаря чему получил место ассистента дирижёра в Нью-Йоркском филармоническом оркестре. В 1976 г. возглавил новосозданный Региональный оркестр Канн, Прованса, Альп и Лазурного берега и руководил им до 2013 года. Одновременно в 1994—1997 и 2005—2009 гг. возглавлял Симфонический оркестр Балеарских островов. Работал со многими коллективами Франции, Испании, США и других стран.